# Queens of Noise
Queens of Noise  è il secondo album del gruppo The Runaways, pubblicato nel 1977 per l'etichetta discografica Touchwood Records.

## Tracce
1. Queens of Noise (Billy Bizeau) 3:27
2. Take It or Leave It (Joan Jett) 	3:27
3. Midnight Music (Cherie Currie, Kim Fowley, Seven T.) 2:52
4. Born to Be Bad (K. Fowley, Michael Steele, Sandy West) 4:32
5. Neon Angels on the Road to Ruin (Lita Ford, K. Fowley, Jackie Fox)	3:28
6. I Love Playin' with Fire (J. Jett) 3:20
7. California Paradise (K. Fowley, J. Jett, Kari Krome, S. West) 2:55
8. Hollywood (K. Fowley, J. Fox, J. Jett) 2:57
9. Heartbeat (C. Currie, L. Ford, K. Fowley, J. Fox, Earle Mankey) 2:50
10. Johnny Guitar (L. Ford, K. Fowley) 7:14

## Formazione
- Cherie Currie - voce principale
- Joan Jett - chitarra ritmica, co-voce
- Lita Ford - chitarra solista
- Jackie Fox - basso, voce di supporto
- Sandy West - batteria, voce di supporto